# Malte Thorsten
Malte Thorsten (* 10. Mai 1951 in Wiesbaden) ist ein ehemaliger deutscher Schauspieler, mit bürgerlichem Namen Wolfgang Schumacher.

## Leben und Karriere
Bekannt wurde Malte Thorsten im Jahr 1971 mit der Simmel-Verfilmung Liebe ist nur ein Wort unter der Regie von Alfred Vohrer. Hierfür wurde er 1972 beim Deutschen Filmpreis mit dem Filmband in Gold als bester Nachwuchsschauspieler ausgezeichnet. Es folgte 1972 mit Der Stoff aus dem die Träume sind eine weitere Simmel-Verfilmung, ebenfalls unter der Regie von Vohrer. Danach folgten noch Und der Regen verwischt jede Spur (1972) und Verbrechen nach Schulschluß (1975). In der Fernsehkrimiserie Derrick spielte er 1977 die Rolle des Werner Schranz in der Episode Eine Nacht im Oktober. Im selben Jahr spielte er außerdem in dem Film Tod oder Freiheit und hatte einen Gastauftritt in der französischen TV-Serie Richelieu. Unter der Regie von Karsten Wichniarz spielte er 1986 in der Filmproduktion Blue Moon.
Im Jahr 1977 spielte er als Gast am Schauspielhaus Bochum in Strindbergs Fräulein Julie. Ab da war er in weiteren Gastrollen an verschiedenen Theatern zu sehen.
Mitte 2018 fand die Fotoausstellung „Malte Thorsten – Liebe ist nicht nur ein Wort. Eine Metamorphose aus Wiesbaden...“ des Wiesbadener Fotografen Holger Heep im Foyer des Wiesbadener Rathauses statt.
Malte Thorsten, der eine Zeit lang mit Monika Bleibtreu liiert war, lebt seit vielen Jahren zurückgezogen in Berlin.

## Filmografie
- 1971: Liebe ist nur ein Wort, (Rolle: Oliver Mansfeld)
- 1972: Der Stoff aus dem die Träume sind, (Rolle: Theo)
- 1972: Und der Regen verwischt jede Spur, (Rolle: Martin)
- 1975: Verbrechen nach Schulschluß, (Rolle: Karl Sperber)
- 1977: Derrick (Episode: Eine Nacht im Oktober, Rolle: Werner Schranz)
- 1977: Richelieu, (Rolle: Kardinal-Infant Don Fernando)
- 1977: Tod oder Freiheit, (Rolle: Ludwig von Buttlar)
- 1983: Berlin Blues, (Rolle: Jürgen)
- 1986: Blue Moon – Atemlos durch die Nacht, (Rolle: Henning)[6]
- 1991: Superstau, (Rolle: Bruno)
- 2006: Gute Zeiten, schlechte Zeiten (Episode: Lena schenkt Sandra das Mocca, Rolle: Astrologe Ernesto Kahnweiler)
- 2009: Soul Kitchen, (Rolle: Arzt Dr. Schlecht)[7]

## Auszeichnungen
Malte Thorsten erhielt 1972 das Filmband in Gold als bester Nachwuchsschauspieler.